# Ubangi Północne
Ubangi Północne (fr. Nord-Ubangi) - planowana prowincja w Demokratycznej Republice Konga, która ma powstać na mocy konstytucji przyjętej w 2006 roku; obecnie w granicach Prowincji Równikowej. Stolicą prowincji ma być Gbadolite.